# 艾奇遜鎮區 (密蘇里州諾德韋縣)
艾奇遜鎮區（英語：Atchison Township）是位於美國密蘇里州諾德韋縣的一個行政鎮區。

## 地方資料
艾奇遜鎮區的面積為144.04平方千米，當中陸地面積為143.81平方千米，而水域面積為0.23平方千米。根據2020年美國人口普查的數據，當地共有人口386人，而人口密度為每平方千米2.68人。